# Tuberculum supraglenoidale

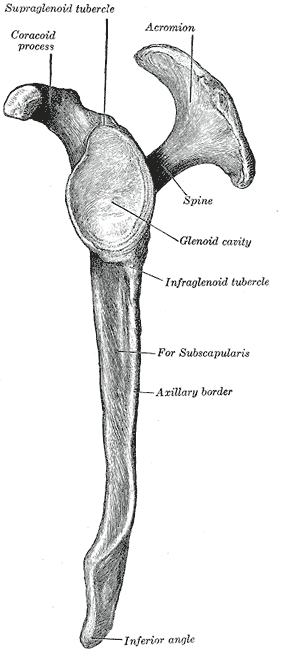
Tuberculum supraglenoidale, på bilden som Supraglenoid tubercle (engelska).

Tuberculum supraglenoidale är en liten utbuktning ovanför kanten på ledpannan på skulderbladet. Den utgör ursprunget för ett av den tvåhövdade överarmsmuskelns (på latin musculus biceps brachii) två muskelhuvud, nämligen det långa huvudet (på latin musculus biceps brachii caput longum).